# دشتي إسماعيل خاني (مقاطعة دشتستان)
دشتي إسماعيل خاني (بالفارسية: دشتی‌اسماعیل‌خانی) هي قرية تقع في إيران في قسم دشتي إسماعيل خاني الريفي. يقدر عدد سكانها بـ 546 نسمة بحسب إحصاء 2016.